# Base Ball Bearのソフトボール同好会
Base Ball Bearのソフトボール同好会（ベースボールベアーのソフトボールどうこうかい）は、JFN系列で放送されていたラジオ番組。パーソナリティーはBase Ball Bear。2009年9月終了。全105回。

## コーナー
- アニメ同好会
リスナーから送られたアニメの話題や疑問等について語る。
- 企画同好会
不定期に放送されている。リスナーから新コーナーの案を募集し、採用されると実際にコーナーとして放送される。
- 小出コラム
- 湯浅同好会
Base Ball Bearのギター、湯浅の質問・疑問・ラブレター・やって欲しい事を湯浅自らが読む。
- ペアレンツ&フレンズ同好会
リスナーの家族、もしくは友人の面白エピソードを紹介。
- 恋愛同好会
- 職員室同好会
- アイドル同好会
アイドルに関する質問・疑問・分析・解説・トリビアを紹介。
- 秘密道具同好会
ド○えもん顔負けの秘密道具とその使い方・効果を紹介。
- 怪談同好会

### 終了したコーナー
- 関根クイズしおりんQ
- 比較文化同好会

## ネット局
- FM岩手（毎週月曜21:30～21:55）
- FM秋田（毎週水曜21:30～21:55）
- FM山形（毎週火曜20:00～20:30）
- FM栃木（RADIO BERRY）（毎週木曜21:00～21:30）
- FM群馬（毎週木曜20:00～20:30）
- FMとやま（毎週火曜21:30～21:55）
- HELLO FIVE(毎週木曜21:30～21:55)
- FM OSAKA（毎週水曜20:30～20:55）2009年4月ネット開始
- FM山口（FMY）（毎週水曜19:00～19:30）
- FM長崎（毎週日曜21:00～21:30）
- FM熊本（FMK）（毎週水曜21:00～21:30）
- FM大分（Air-Radio FM88）（毎週金曜20:00～20:30）